# パブリックコメント
パブリックコメントとは、公的な機関が規則あるいは命令などの類のものを制定しようとするときに、広く公に（=パブリック）、意見・情報・改善案など（=コメント）を求める手続きをいう。公的な機関が規則などを定める前に、その影響が及ぶ対象者などの意見を事前に聴取し、その結果を反映させることによって、よりよい行政を目指すものである。通称パブコメ。
なお、英語ではpublic commentの他にpublic consultationという言い方もなされる。

## 米国における手続

### 連邦行政手続法の手続
連邦行政手続法（Administrative Procedure Act: APA）のパブリックコメントの制度は、告知コメント（notice-and-comment）による規則制定手続として略式規則制定（informal rulemaking）手続で採用されている。
行政機関が規則を定めようとするときは、原則として、規則案を連邦公示録に掲載して告知する必要がある（APA§553(b)）。告知によって法律上の権限や主題、争点などを説明しなければならない（APA§553(b)）。
告知後、行政機関は利害関係者に対し、データ、見解、主張を書面で提出することで規則制定に参加する機会を与え、規則の発行、修正、取消を申し立てる権利を与えることを要する（APA§553(d)）。規則は発効日前30日以内に公布することが原則である（APA§553(d)）。
なお、制定法で行政機関が規則を定めようとするときは正式規則制定（formal rulemaking）手続で定めることとされているときは、APA§556及び§557の規定が適用され、告知コメントの手続は実施されない。正式規則制定手続は裁判所の事実審理手続に類似した手続で告知コメントの手続ではなく聴聞が実施される。

### 連邦行政手続法による適用除外
連邦行政手続法では、1.軍事外交作用に関する規則の制定、2.行政機関の内部管理、人事、公有財産、貸付金、交付金、給付金又は契約に関する規則の制定、3.解釈的規則、一般的政策声明、行政組織・手続・施行に関する規則の制定、4.正当な理由で告知手続が実行不可能な場合や公益に反する場合には告知手続とコメント手続の適用が除外される（APA§553(a)、(b)）。

## 日本における手続
日本では行政手続法導入によって一般的に制度化された。日本のパブリック・コメント制度は米国の制度を範として導入されたものである。
行政手続法第6章においては「意見公募手続」という語が用いられている。そのため、各省庁のホームページでは、「意見公募手続」という語と「パブリックコメント」という語が、ほぼ同じ意味で用いられている（両方、書かれている場合も多い）。また、地方自治体では「意見提出制度」という語も広く用いられている。
あくまで違憲性・違法性のあるものの指摘という意味合いが強いため、たとえ1万回送っても同種の意見1件としてまとめて扱われ公表される。逆に1回しか送っていないものでも違憲性・違法性に障るものであり建設的意見であればその内容の修正やその後の方針に影響を与えることができる。量より質が求められる。

### 行政手続法
行政手続法は、命令等を定めようとするときに、それを定める前に公示し、意見の提出先及び一定の意見提出期間を定めて、その間に広く一般に意見を求めなければならないと定めている（39条）。
命令等とは、法律に基づく告示を含む命令、審査基準、処分基準、行政指導指針をいい（第2条）、「求めなければならない」と書かれているように、法的義務であり、法律に定められている適用除外に当たらない限りは必ずなさなければならない。
1. 行政手続法の適用除外（3条2項）
  1. 法律の施行期日について定める政令
  2. 恩赦に関する命令
  3. 命令又は規則を定める行為が処分に該当する場合における当該命令又は規則
  4. 法律の規定に基づき施設、区間、地域その他これらに類するものを指定する命令又は規則
  5. 公務員の給与、勤務時間その他の勤務条件について定める命令等
  6. 審査基準、処分基準又は行政指導指針であって、法令の規定により若しくは慣行として、又は命令等を定める機関の判断により公にされるもの以外のもの
2. 命令等を定める場合の一般原則（38条）
3. 命令等案の作成（39条1項･2項）
命令等の案及びこれに関連する資料をあらかじめ公示し、意見、情報の提出先及び意見提出期間を定めて広く一般の意見を求めなければならない（1項）。
案は、具体的かつ明確な内容のものであって、かつ、当該命令等の題名及び当該命令等を定める根拠となる法令の条項が明示されたものでなければならない（2項）。
4. 案・資料の公示（39条3項、40条1項）
意見提出期間は、公示の日から起算して30日以上でなければならないが、やむをえない理由があるときは、その理由を明らかにして、30日を下回る意見提出期間を定めることができる。
5. 意見公募手続の適用除外（39条4項）
  1. 公益上、緊急に命令等を定める必要があるため、意見公募手続を実施することが困難であるとき。
  2. 納付すべき金銭について定める法律の制定又は改正により必要となる当該金銭の額の算定の基礎となるべき金額及び率並びに算定方法についての命令等その他当該法律の施行に関し必要な事項を定める命令等を定めようとするとき。
  3. 予算の定めるところにより金銭の給付決定を行うために必要となる当該金銭の額の算定の基礎となるべき金額及び率並びに算定方法その他の事項を定める命令等を定めようとするとき。
  4. 法律の規定により、委員会等の議を経て定めることとされている命令等であって、相反する利害を有する者の間の利害の調整を目的として、法律又は政令の規定により、これらの者及び公益をそれぞれ代表する委員をもって組織される委員会等において審議を行うこととされているものとして政令で定める命令等を定めようとするとき。
  5. 他の行政機関が意見公募手続を実施して定めた命令等と実質的に同一の命令等を定めようとするとき。
  6. 法律の規定に基づき法令の規定の適用又は準用について必要な技術的読替えを定める命令等を定めようとするとき。
  7. 命令等を定める根拠となる法令の規定の削除に伴い当然必要とされる当該命令等の廃止をしようとするとき。
  8. 他の法令の制定又は改廃に伴い当然必要とされる規定の整理その他の意見公募手続を実施することを要しない軽微な変更として政令で定めるものを内容とする命令等を定めようとするとき。
6. 意見の公募（40条1項･41条）
意見公募手続を実施して命令等を定めるに当たっては、必要に応じ、当該意見公募手続の実施について周知するよう努めるとともに、当該意見公募手続の実施に関連する情報の提供に努めるものとする。
委員会等の議を経て命令等を定めようとする場合（39条4項4号に該当する場合を除く）において、当該委員会等が意見公募手続に準じた手続を実施したときは、同条第1項の規定にかかわらず、自ら意見公募手続を実施することを要しない。
7. 命令等制定（42条）
8. 結果の公示（43条）
意見公募手続を実施して命令等を定めた場合には、当該命令等の公布と同時期に、以下の事項を公示しなければならない。
  1. 命令等の題名
  2. 命令等の案の公示の日
  3. 提出意見（提出意見がなかった場合にあっては、その旨）
  4. 提出意見を考慮した結果及びその理由

意見公募手続を実施したにもかかわらず命令等を定めないこととした場合には、その旨（別の命令等の案について改めて意見公募手続を実施しようとする場合にあっては、その旨を含む）並びに第1項第1号及び第2号に掲げる事項を速やかに公示しなければならない。
9. 公示の方法（45条）
公示は、総務大臣が定めた、電子情報処理組織を使用する方法その他の情報通信の技術を利用する方法により行うものとする。

### 地方自治体
上記の行政手続法の定めは地方公共団体（都道府県および市町村）には適用されない（3条3項）が、同法46条の努力規定により、条例・要綱等により同種の制度を設けているところも多い。
なお、3条3項は、地方公共団体の機関がする根拠となる規定が「条例又は規則」に置かれている処分について適用除外を定めているので、根拠規定が「法律」に置かれている処分については同法の適用がある。

### パブリックコメントによる政府案修正事例
- 2014年4月、改正生活保護法省令案大幅修正 ― 国会答弁後に出された省令案に国会答弁が反映されていないなど、複数の問題が発覚、1,166件もの意見を集め、当初案より大幅に修正された[2]。

### 問題点
2024年度に、日本におけるパブリックコメントについて、1つの案件に対し1万件以上の同一意見が寄せられた件数が、現行制度下で最多となる10案件に及んでいたことが、2025年5月5日付の新聞報道で判明した。いずれの件も、SNS上に、「除染土」「マイナ保険証」などの語句が含まれた意見の例文を表示することで提出を呼び掛ける投稿が拡散されていた模様で、有識者からは、ある特定の意見が多数を占めるかのような誤解を受け、行政への不信を招きかねないと危惧する意見が出ている。